# ويندوز 2.0
ويندوز 2.0 نظام تشغيل من إنتاج شركة مايكروسوفت. يتمتع هذا النظام بواجهة رسومية محسنة (مقارنة بالنسخة الأولى) ويسمح باستغلال أفضل لحواسيب أي.بي.أم وما يعادلها تستعمل معالج 16 بت. صدر هاته النسخة سنة 1987 تلتها نسخ معادلة كان آخرها النسخة 2.03 إلى غاية صدور النسخة جديدة هي النسخة الثالثة في مايو 1990.

## تاريخ

### دعم البرامج
هذه النسخة هي أولى نسخ ويندوز التي تدعم برامج مثل مايكروسوفت وورد أو مايكروسوفت إكسل. وتم زيادة الدعم للمطورين لتقديم برامجهم تستغل مزايا النظام وتشجيعهم على انتقال من نظام دوس.

### البرامج المرفقة
البرامج المرفقة بالنسخة الـ 2.0 :
- حاسبة
- مفكره
- حامل بطاقات
- عارض للملصقات
- ساعة CLOCK.EXE
- مدير برامج CONTROL.EXE
- CVTPAINT.EXE
- MSDOS.EXE
- MSDOSD.EXE
- أداة تحرير نصوص بسيطة (مفكرة) NOTEPAD.EXE
- برنامج رسم PAINT.EXE
- PRACTICE.WRI
- REVERSI.EXE
- TERMINAL.EXE
- أداة تحرير نصوص متطورة WRITE.EXE

### الخلاف القضائي مع شركة آبل
شب خلاف بين الشركتين، حيث ادعت شركة آبل أن شركة مايكروسوفت خرقت قوانين الحقوق الملكية التي لدى آبل.

## مزايا
سمح ويندوز 2.0 لظهور برامج بشكل نوافذ قد تغطي إحدهما الأخرى. إضافة لإدراج مجموعة من الاختصارات بلوحة المفاتيح. كما ظهرت مفاهيم جديدة مثل : تكبير أو تصغير النوافذ.

## هوامش
1. 1 2 3  وصلة مرجع: http://microsoft.wikia.com/wiki/Windows_2.0. الوصول: 6 سبتمبر 2016.
2. ↑  مسار الأرشيف: https://web.archive.org/web/20050814234847/http://support.microsoft.com/gp/lifeobsoleteproducts#Windows. وصلة مرجع: http://support.microsoft.com/gp/lifeobsoleteproducts.